# Juniperus californica
Espèce
Statut de conservation UICN

 LC  : Préoccupation mineure
Juniperus californica, appelé communément Genévrier de Californie, est une espèce de plantes nord-américaine de la famille des Cupressaceae.

## Description
Selon les conditions locales, le genévrier de Californie pousse comme un arbre à feuilles persistantes ou comme un arbuste. En tant qu'arbre, il atteint une hauteur moyenne de 3 à 8 mètres et une hauteur maximale de 12 m. Il a généralement un tronc droit, bien qu'il ait une section transversale irrégulière. Il atteint un diamètre de hauteur de poitrine de 30 à 60 cm et possède une couronne conique aux branches largement étalées. La forme d'arbuste la plus commune a plusieurs tiges fortes, de forme irrégulière et principalement tournantes. La durée de vie maximale est estimée à environ 250 ans.
Les jeunes rameaux ont une écorce mince et écailleuse gris cendré clair. L'écorce relativement mince et de couleur gris cendre des vieux arbres a des couches plus profondes rouge-brun et se détache en longues bandes lâches et fibreuses.
Le duramen clair et légèrement rougeâtre est entouré d'un aubier étroit presque blanc. Le bois est doux, densément fibreux et dégage une odeur aromatique. Il est facile à fendre et relativement cassant. Il est permanent même lorsqu'il entre en contact avec le sol.
Les racines sont assez épaisses par rapport à la plupart des genévriers, entre 1,5 et 2 mm de diamètre.
Les jeunes arbres diffèrent des vieux arbres par l'aiguilletage. Les aiguilles des jeunes arbres sont rigides et linéaires-lancéolées. Ils mesurent entre 0,6 et 1,2 cm de long et sont pointus. Le haut de l'aiguille est de couleur blanchâtre. Les aiguilles des vieux arbres sont plus épaisses et écailleuses. Elles sont légèrement carénées et se trouvent près de la branche. Les aiguilles vert jaunâtre ont des bords épaissis cartilagineux et mesurent entre 1,5 et 3 millimètres de long. Après 2 à 3 ans, elles brunissent et tombent.

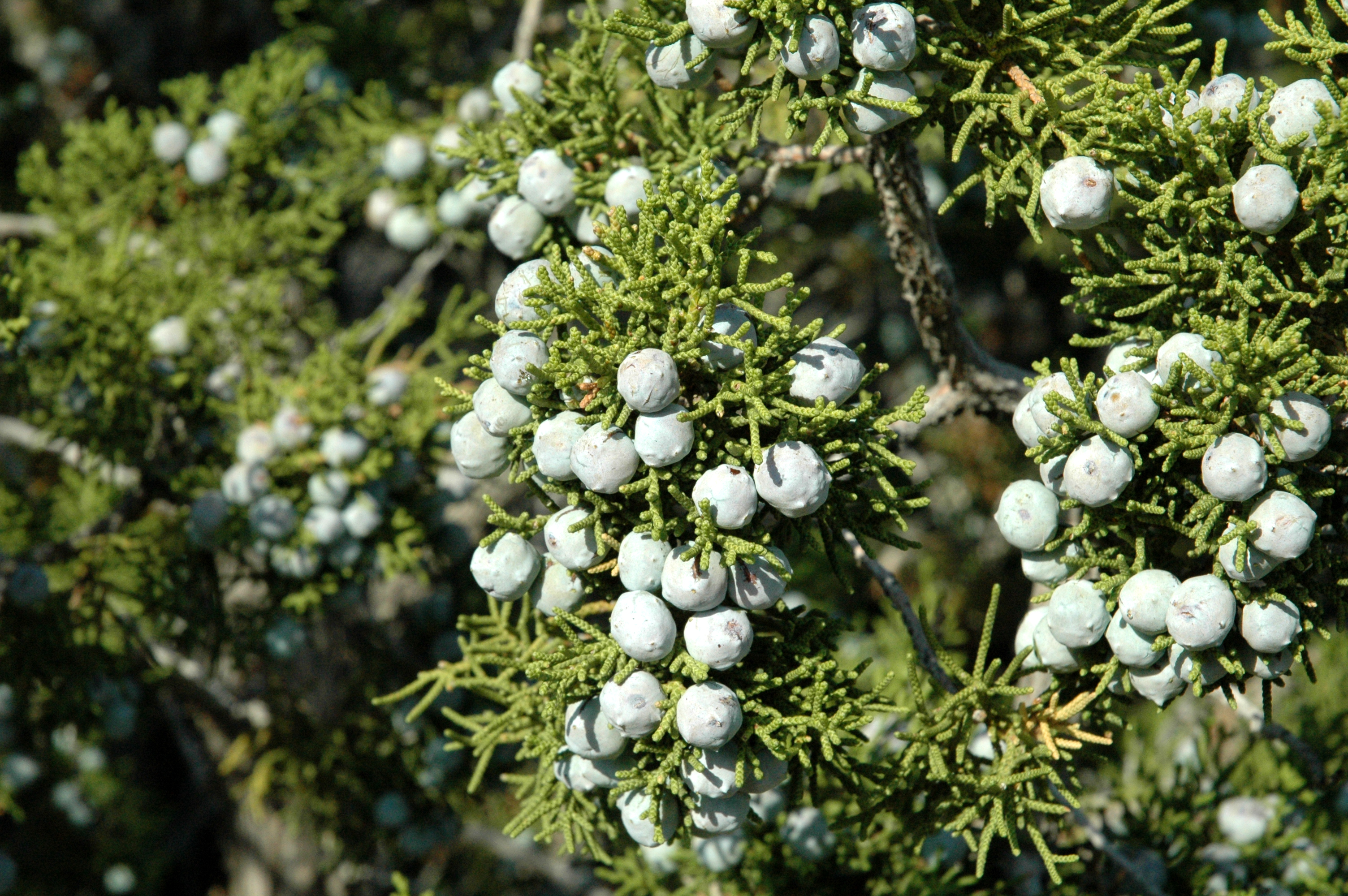
Rameaux avec des strobiles immatures.

Le genévrier de Californie a deux sexes distincts (diécie), mais environ 2% des plantes sont monoïques, avec les deux sexes sur la même plante. Les fleurs mâles ont 18 à 20 étamines, qui sont disposées en groupes de trois. Les cônes de fleurs femelles verdâtres ont six écailles pointues qui deviennent plus tard charnues et deviennent un strobile. Chacune des fleurs femelles a un ou deux ovules. Les fleurs apparaissent au printemps et atteignent leur pleine taille en été. Les graines mûrissent l'été suivant. Les strobiles en forme d'œuf mesurent de 1,2 à 1,8 cm de long et de 0,6 à 1,2 cm de large. Ils sont d'abord bleuâtres et ont un revêtement de cire. Quand il mûrit après 8 ou 9 mois, l'épiderme mince devient brun. La « pulpe » des strobiles comestibles est sèche à maturité, fibreuse et farineuse, a un goût sucré et ne contient pas de résine. Chacun des strobiles contient une ou deux graines sans ailes. Les graines plus ou moins ovoïdes de 0,6 à 1,2 cm sont quelque peu anguleuses et ont une surface rainurée. La dissémination des graines est effectuée par des oiseaux.
Il est étroitement lié à Juniperus osteosperma (genévrier de l'Utah) plus à l'est, qui partage les pousses robustes et les cônes relativement gros, mais diffère en ce que le genévrier de l'Utah est en grande partie monoïque, ses cônes prennent plus de temps à mûrir (deux saisons de croissance), et il est aussi nettement plus tolérant au froid.

## Répartition

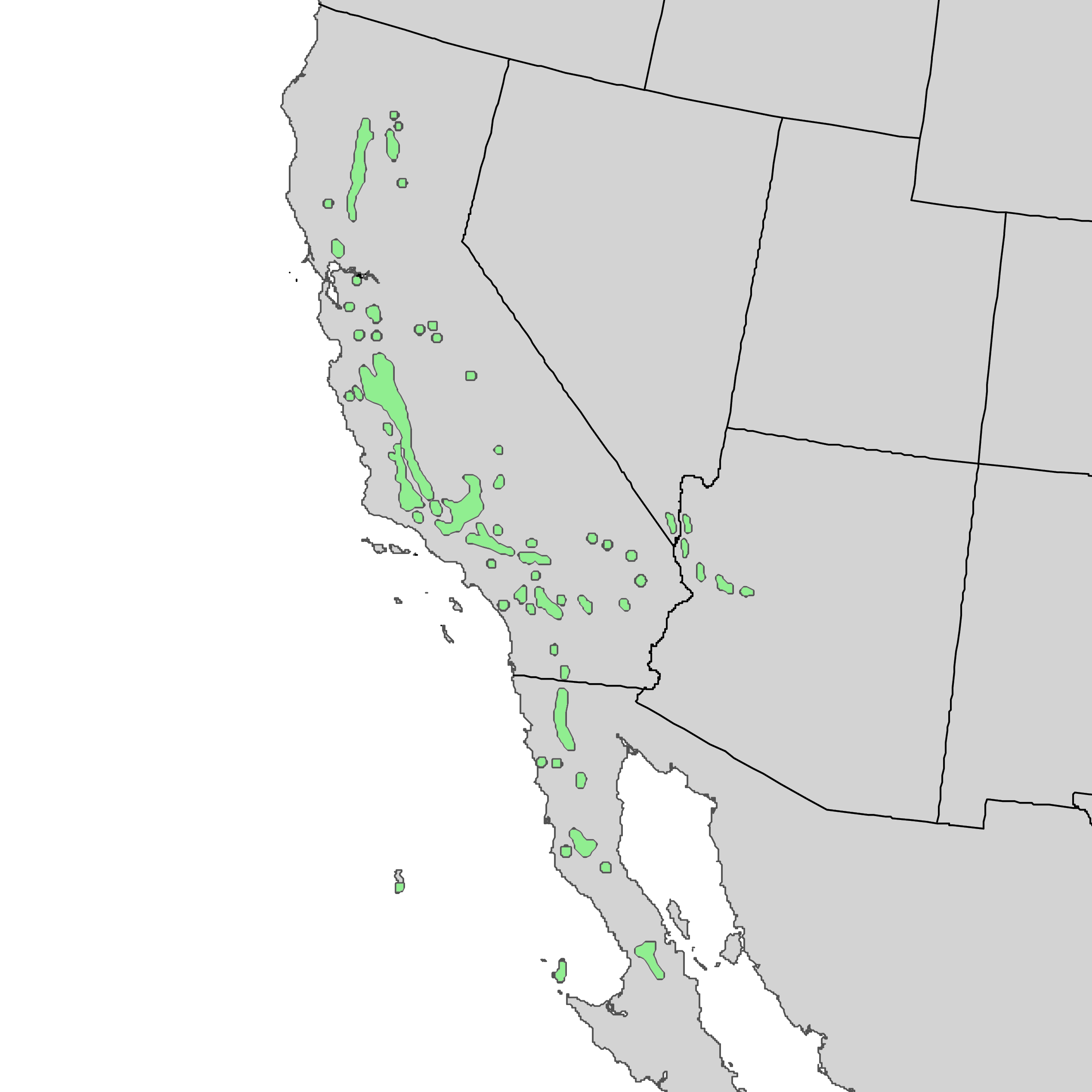
Aire de répartition de Juniperus californica.

L'aire de répartition du genévrier de Californie est notamment les Chaparral et forêts claires d'altitude de Californie. Il comprend la Californie ainsi que des zones isolées plus petites dans le sud du Nevada et l'ouest de l'Arizona. Son aire en Californie est divisée en plusieurs occurrences individuelles. Elle s'étend du comté de Shasta, dans le nord de la Californie, au nord de la péninsule de Basse-Californie, dans l'État mexicain de Basse-Californie et aux îles au large de Guadalupe et Cedros. Il est même dans le désert des Mojaves, où l'on dit que les plus grands spécimens en forme d'arbre poussent.
Le genévrier de Californie est l'un des rares arbres qui vivent dans des endroits extrêmement chauds et secs, en particulier les semi-déserts. Il est présent à des altitudes de 120 à 2 000 m. Les espèces d'arbres qui l'accompagnent comprennent Juniperus monosperma, Juniperus osteosperma, Pinus cembroides, Pinus monophylla et des espèces de yucca comme Yucca brevifolia.

## Écologie
Juniperus californica fournit de la nourriture et un abri à une variété de faune indigène et aviaire. C'est un hôte de la chenille de Sphinx sequoiae, de Periploca atrata, et de Argyrotaenia cupressae.

## Utilisation
La plante était utilisée comme plante médicinale traditionnelle amérindienne et comme source de nourriture par les peuples autochtones de Californie, comme les Cahuillas, les Kumeyaay et les Ohlones. Ils mangeaient les baies fraîches et les moulaient en farine pour la cuisson.
Le bois est utilisé comme combustible et pour la production de poteaux de clôture. Une huile essentielle est rarement extraite du duramen.
Juniperus californica est cultivé comme plante ornementale, comme arbuste dense (et éventuellement arbre) pour une utilisation dans l'habitation et dans l'aménagement paysager naturel. Il est très tolérant aux sols alcalins et peut fournir un contrôle de l'érosion sur les pentes sèches. Le genévrier de Californie est également une espèce populaire pour le bonsaï.